# Tzu Chi
Tzu Chi (kinesiska: 慈濟; pinyin: Cí Jì) är en buddhistisk välgörenhetsorganisation från Taiwan vars grundare och andliga ledare är nunnan Cheng Yen. Organisationen grundades år 1966 och följer mahayanabuddhismen.

## Historia
Chen Yen blev nunna på heltid på 1960-talet. Tillsammans med sina följare sparade hon 50 cent varje dag.
Tzu Chi grundades i Hualien, på Taiwans östra kust. Regionen har länge varit mindre utvecklad än övriga landet.
År 1966 besökte Chen ett sjukhus där hon såg blod från en gravid kvinnas komplikationer. Kvinnan hade inte fått komma till sjukhuset för att hon inte kunde betala 8 000 dollar i avgift. På grund av detta började Chen tänka på hur hon skulle kunna hjälpa de fattiga.
Chen formulerade Tzu Chis filosofi kring de så kallade tio principerna som är en tillämpad version av buddhismens fem principer:
- Dräp inte
- Stjäl inte
- Begå inte äktenskapsbrott
- Ljug inte
- Använd inte alkohol
- Använd inte droger, tobaksprodukter eller betelnötter
- Spela inte hasardspel
- Respektera dina föräldrar och var måttlig i tankar och tal
- Följ trafikreglerna
- Delta inte i politik eller demonstrationer

## Verksamhet idag
Tzu Chi är Taiwans största buddhistiska organisation och största markägare. Organisationens uppskattade egendom var 70 miljarder dollar år 2015. Tzu Chis volontärarbetare kännetecknas av sina vita byxor och mörkblåa tröjor. Kvinnor kan också välja en mörkblå kjol.

### Sjukhus och universitet
Tzu Chis första sjukhus öppnade i Hualien år 1968. I början hade det svårigheter att locka behöriga läkare på grund av perifera läge.
Medicinundervisningen börjades år 1994. Tzu Chi-universitet började sin verksamhet år 2000. Idag är det möjligt att studera från dagis till universitet vid universitets campus. Universitetet ligger också i Hualien.
Tzu Chi har också fört kampanj för att få människor att registrera sig som donator av benmärg och fick Taiwan att legalisera sådan donation år 1993. Efter detta grundade Tzu Chi ett center för stamcellsdonation som försöker förena en donator och den som behöver en donation. Centret forskar även om stamcellsdonation.

### Katastrofhjälp
Utanför Taiwan är Tzu Chis mest synliga verksamhet troligen katastrofhjälp. Verksamheten börjades år 1991, och organisationen har varit aktiv efter jordbävningen i Indiska oceanen 2004 och jordbävningen i Kashmir 2005.
Katastrofhjälp har också givits i Taiwan såsom efter tågolyckan i april 2021 då cirka 50 av Tzu Chis volontärarbetare var på olycksplatsen.

### Återvinnande
Tzu Chi uppmuntrar sina följare att återvinna. Ett exempel på Tzu Chis återvinnande är täcken som tillverkas av återvunna plastflaskor och sedan skickas runtom världen tillsammans med organisationens volontärarbetare.
Organisationens återvinnande har fått kritik från skräpsamlare med låga inkomster i Taiwan som är oroliga för sin försörjning. Även företag som städar offentliga platser har kritiserat Tzu Chis organiserade återvinnande.
Vinsten från återvinningen används för att finansiera Tzu Chis TV-kanal Da Ai.

### TV-kanalen Da Ai
Tzu Chi har också sin egen TV-kana som heter Da Ai (kinesiska: 大愛; ordagrant: "stor kärlek"). Kanalen startades år 1998 då Tzu Chi ville erbjuda en TV-kanal utan reklam som skulle vara fri från våld, krig och utnyttjande. På morgnarna sänds ett 25 minuter långt program av Cheng Yens buddhistisk lära. Det sänds inga politiska nyheter på kanalen.